# التعليم في آيسلندا

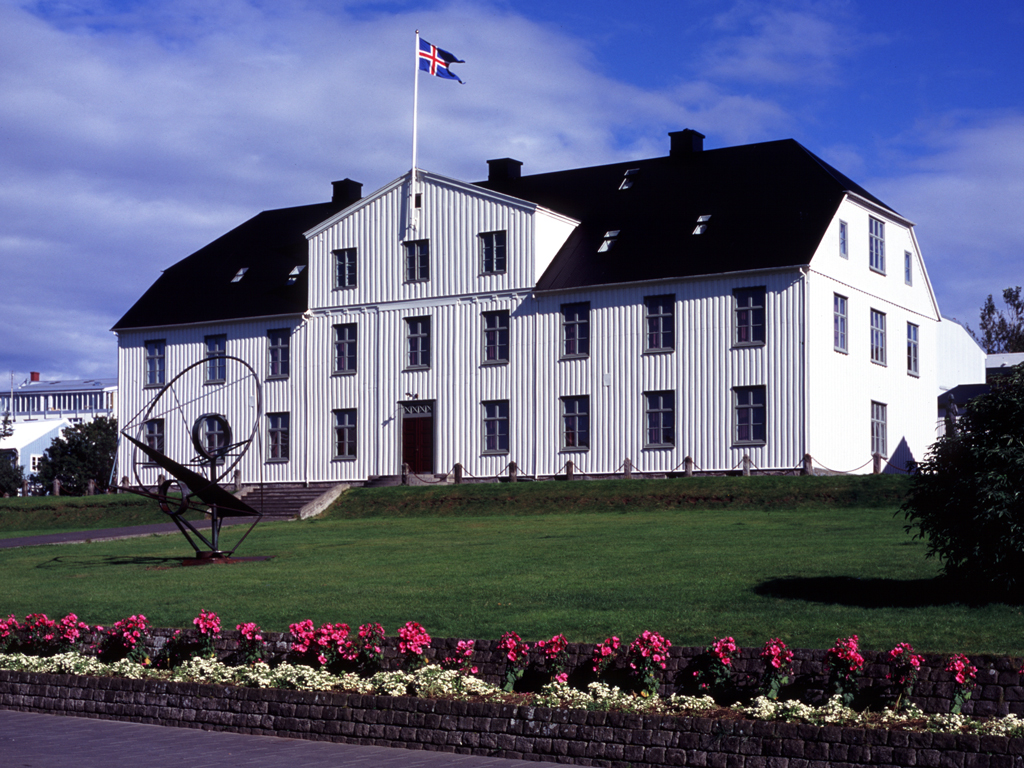
مبنى لكلية في آيسلندا.

ينقسم نظام التعليم في آيسلندا إلى أربعة مراحلة: التحضيرية، الإجبارية، الثانوية والعليا، وهو بذلك ممثل لأنظمة التعليم في باقي الدول النوردية. التعليم إجباري وإلزامي للأطفال ما بين سن السادسة والسادسة عشر. أغلب مؤسسات التعليم ممولة من الدولة حيث يوجد عدد قليل جدا من المدارس الخاصة في البلاد.

## نظرة عامة

مخطط النظام التعليمي الآيسلندي.

أول قانون وطني خاص بالتعليم صدر سنة 1907 وتم إصدار أول منهج تعليمي وطني سنة 1926، ورغم أن هذا المنهج تمت مراجعته العديد من المرات، لكن تحديث المنهاج التعليمي لم يتم بشكل فعلي لغاية صدور قانون التعليم الإجباري سنة 1974 وقد تضمن نفس القانون التعليم للأطفال ذوي الإحتياجات الخاصة.
طبقا لوزارة التربية والعلوم والثقافة: «المبدأ الأساسي للنظام التعليمي الآيسلندي هو أن الجميع يجب أن يتمتع بفرص متساوية عادلة للحصول على تعليم جيد، بغض النظر عن الجنس، الوضع الاقتصادي، مكان الإقامة، الدين، الإعاقات المحتملة، والخلفيات الثقافية والاجتماعية».
على مر السنين بدأ النظام التعليمي يصبح أقل مركزية، حيث أن للسطات المحلية دور كبير في تسيير المدارس، في حين لا زال تسيير مؤسسات التعليم العالي من إختصاص الحكومة بشكل رئيسي.
يوجد في البلاد 192 مؤسسة للتعليم الإجباري، 42 مؤسسة للتعليم الثانوي و9 مؤسسات للتعليم العالي.

## التاريخ
من أقدم المدارس في البلاد: مانتاسكولين ريكيافيك ومانتاسكولين أكوريري. يعود تاريخ مانتاسكولين ريكيافيك لعام 1056 في سكالهولت بالقرب من ريكيافيك، قبل أن يتم نقله إلى العاصمة ريكيافيك سنة 1786 لكن ظروف الإيواء السيئة دفعت بالمسؤولين لنقله إلى بيساستاذير في ضواحي العاصمة. في عام 1846 نقلت المدرسة من جديد إلى ريكيافيك بعد بناء مقر جديد.
جامعة آيسلندا تعد أقدم مؤسسة للتعليم العالي في البلاد، وتأسست في 17 يونيو 1911 وهذا عقب إدماج ثلاث مدارس آيسلندية: مدرسة علم الإلهيات والطب والحقوق. ضمت الجامعة كليتين إثنين فقط، كلية جامعة للتخصصات الثلاثة السابقة، وأخرى متخصصة للعلوم الإنسانية.

## التعليم التحضيري
المدارس التحضيرية أو لايكسكولي (وتعني حرفيا باللغة الآيسلندية مدارس اللعب أو المتعة) تقدم تعليما غير إجباري للأطفال تحت سن السادسة، وأصدر قانون سنة 2007 لتنظيم هذه المدارس.
وزارة التربية والعلوم والثقافة مسؤولة عن طرق التعليم في المدارس التحضيرية ووضع مناهج تجعل الانتقال إلى التعليم الإجباري أسهل ما يمكن، إلا أن وضع التفاصيل الدقيقة هو من إختصاص السلطات المحلية التي توظف مراقبين يعلمون على تتبع سير هذه المدارس. المدارس التحضيرية تفرض رسوما للتعليم، لذا ينبغي على الأولياء الأمور دفع هذه المستحقات. المدارس التحضيرية الخاصة أغلى بحوالي 10 إلى 20 من المائة مقارنة بالعامة، وعادة ما تتلقى المدارس الخاصة مساعدات في التمويل من السلطات المحلية.
يتم تصميم مباني المدارس التحضيرية بحيث يحصل كل طفل على مساحة 40 مترا مربعا للعب في الحديقة، و6 أمتار مربعة داخل المبنى الرئيسي للمدرسة.
أدنى سن للالتحاق هو عامين، وتعطى الأولوية للأطفال اليتامى أو ذوي الاحتياجات الخاصة. عادة ما يقسم الأطفال إلى مجموعات حسب الفئة العمرية وتتراوح مدة البقاء في المدرسة من أربع إلى تسع ساعات يوميا.

## التعليم الإجباري

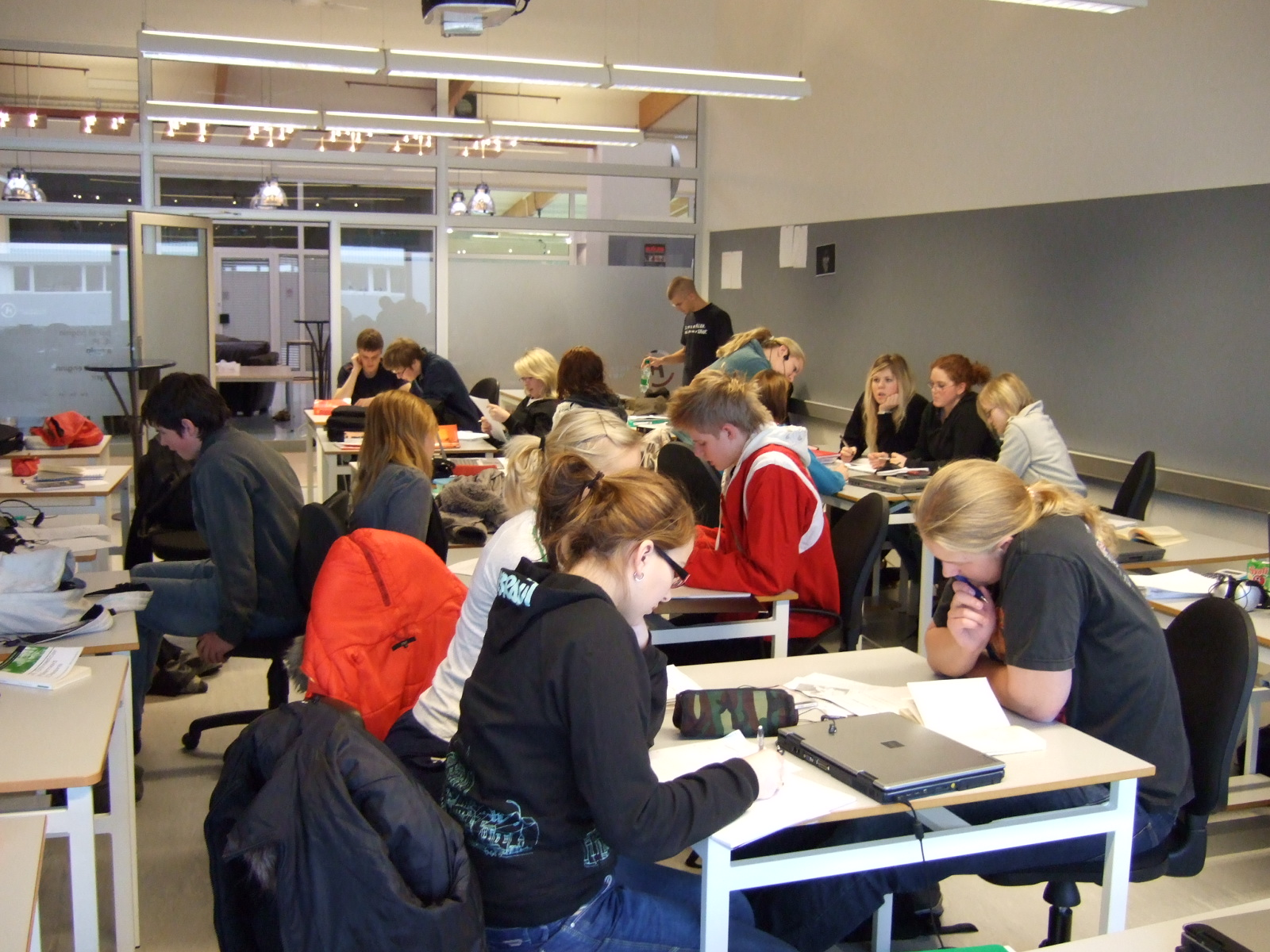
صورة لقسم في ثانوية في آيسلندا.

التعليم الإجباري أو غرونسكولي (وتعني بالآيسلندية المدرسة القاعدية أو الأساسية) هي فترة إجبارية لجميع التلاميذ ما بين سن السادسة والسادسة عشر. في عام 1996 صدر قانون يخول للبلديات صلاحيات تسيير مدارس التعليم الإجباري.
يتكون التعليم الإجباري من مرحلتين: الابتدائية والثانوية السفلى أو الأدنى، وعادة ما يتم تدريس كلا المرحلتين في نفس المدرسة. تمتد السنة الدراسية لمدة تسعة أشهر، وتبدأ عادة في 21 آب/أغسطس أو 1 أيلول/سبتمبر وتنهي في 31 آيار/مايو أو 10 حزيران/يونيو. الحد الأدنى لعدد أيام السنة الدراسية هو 170 يوما، وقد ارتفع هذا العدد إلى 180 يوما بعد إصدار قانون جديد. يدوم الأسبوع الدراسي لمدة خمسة أيام.
يجب على الأولياء تحمل مسؤولية تسجيل أبنائهم في المدارس والتأكد من مزاولتهم لدروسهم، في حين تتحمل البلديات مسؤولية وضع القوانين وتوظيف المعلمين والخدمات الإدارية أو الخدمات الخاصة.
يختلف حجم المؤسسات بشكل كبير، ففي العاصمة ريكيافيك يبلغ عدد التلاميذ 1200، في حين أن عدد التلاميذ في المناطق الريفية لا يتجاوز 10 تلاميذ، و50 من المائة من المدارس لا يتجاوز عدد تلاميذها 100 تلميذ.
كل مدارس التعليم الإجباري مختلطة، وتوفر استشارات نفسية للتلاميذ.
حاليا تقدم دروس خاصة لدعم التلاميذ الذين لا يتحدثون الآيسلندية كلغة أم.
تقييم التلاميذ في آيسلندا يختلف بشكل كبير من مدرسة إلى أخرى، حيث لا يوجد نظام تقييم موحد على المستوى الوطني، ويقدم للتلاميذ تقارير على مدى العام حول أدائهم الدراسي. الهدف من نظام التقييم هو مساعدة التلاميذ على اجتياز مرحلة التعليم الأساسي نحو التعليم الثانوي الأعلى بسلاسة ومساعدتهم على اختيار تخصص الدراسة.
إضافة لتقويم التلاميذ، تسهر وزارة التربية والعلوم والثقافة على تقييم المدارس، حيث يجب على هذه الأخيرة تقديم تقارير دورية عن جودة الخدمات التي تقدمها وعن مدى التزامها بالمنهاج الدراسي المحدد من طرف الوزارة.
كما في العديد من باقي دول العالم، فإنه من الصف الأول إلى السابع يتولى معلم واحد تدريس كل المواد، لكن ابتداء من العام الثامن يشرف على التدريس مجموعة من الأستاذة.
يتلقى أستاذة التعليم الابتدائي تدريبا في جامعة آيسلندا أو جامعة أكوريري، وعادة ما يدوم التدريب لمدة ثلاث سنوات.
في حين أن أستاذة التعليم الثانوي الأدنى يتلقون تدريبا لمدة أطول في جامعة أيسلندا ويشمل التدريب الجانب الأكاديمي والعملي.
تتولى البلديات توظيف الأساتذة، وعادة ما يتلقى الأساتذة دورات تدريبية كل عام.

## التعليم الثانوي الأعلى

A pie chart showing how an Icelandic child's compulsory education time will be divided over a ten-year period.

التعليم الثانوي الأعلى (باللغة الآيسلندية فرامهالدسكولي وتعني المدرسة المتواصلة) تتبع مرحلة التعليم الثانوي الأدنى، وهذه المدارس هي نظيرة لما يسمى جيمنيزيوم أو جيمنازيا في العديد من باقي بلدان أوروبا.
هذه المرحلة من التعليم ليست إجبارية، لكن كل تلميذ أنهى تعليمه الإجباري بنجاح له الحق في الإلتحاق بالمدارس الثانوية العليا. تدوم مدة التدريس 4 سنوات من سن 16 إلى سن 20 سنة، لكن مدة التعليم تختلف في المدارس المتخصصة في التكوين المهني، ومثل باقي المدارس في آيسلندا، فإن مدارس التعليم الثانوي العليا مختلطة.
لا يطلب من التلاميذ في هذه المرحلة دفع رسوم دراسية، لكن يجب عليهم دفع مبلغ يسمى «بتكلفة الإلتحاق» ويجب عليهم أيضا تغطية باقي التكاليف المتعلقة بالدراسة كشراء الكتب والأدوات المدرسية، كما أن التلاميذ الذين يزاولون تعليما مهنيا يدفعون بالإضافة إلى ذلك مبلغا مقابل الأدوات والأجهزة التي يستعملونها.
وهناك 97 من المائة من التلاميذ الذين أنهوا مرحلة التعليم الإجباري لكي يلتحقون بالمدارس الثانوية العليا، لكن الإحصاءات تشير إلى أن عدد معتبرا منهم يغادر الثانوية العليا قبل إنهاء فترة التعليم.
تختلف متطلبات الدخول للمدارس الثانوية العليا حسب التخصصات المختارة، لكن وبما أن كل التلاميذ يملكون الحق في التعليم الثانوي العالي، فتوجد برامج خاصة لمساعدة التلاميذ الذين لم يوفقوا في تحقيق النتائج المطلوبة حتى يتمكنوا من الإلتحاق بالثانوية العليا.
تمتلك بعض المدارس سمعة وشعبية أكثر من غيرها خاصة في ريكيافيك، وعادة ما تقبل هذه المدارس عددا محدودا من التلاميذ.
كما في التعليم الإجباري، تدوم السنة الدراسية لتسعة أشهر مقسمة إلى فصلين: الخريف والربيع. يتلقى التلاميذ ما بين 32 إلى 40 درسا أسبوعيا، وكل درس يدوم ما بين 40 إلى 80 دقيقة، كما يوجد إختلاف بين المدارس في هذا النظام.
يوجد على العموم 40 مدرسة ثانوية عليا، يختلف حجمها بشكل كبير، فبعض المدارس يتجاوز عدد تلاميذها 3 آلاف في حين أنه في أخرى لا يتجاوز الخمسين، وتقسم المدارس الثانوية العليا إلى عدة أنواع:
- النوع الأول يقدم تعليما يدوم لأربعة سنوات وينتهي بإمتحان لإثبات المستوى.
- النوع الثاني ويدعى بالمدارس المهنية الصناعية ويقدم تعليما يركز على الدروس التطبيقية في مختلف المهن.
- النوع الثالث ويجمع بين دمج خصوصيات النوعين السابقين، كما يقدم برامج مهنية أكثر تخصصا.
- النوع الرابع ويدعى بالمدارس المهنية المتخصصة وهو يقدم تعليما يختص بمهنة واحدة فقط.

ينص القانون على أن كل المدارس، بإختلاف أنواعها، يجب أن تضمن لتلاميذها تعليما يشمل الجانب النظري والتطبيقي والفني. يجتاز التلاميذ في نهاية مرحلة التعليم الثانوي الأعلى إمتحان لإثبات المستوى يدعى بستودنسبروف.
تتبع أغلب المدارس نظاما يدعى بنظام الحصص، حيث أن كل فصل يقسم لمجموعة من الحصص وهذا ما يسمح به لكل تلميذ بالتحكم في سرعة التعليم حسب حاجياته الخاصة.
تقدم هذه المدارس دروسا مسائية للكبار الذين لم يسعفهم الحظ في مواصلة تعليمهم الثانوي، كما تقدم دروسا عن بعد للتلاميذ ذوي الظروف الخاصة، ومثل ذلك مدارس التعليم الإجباري، فإن هذه المدارس تقدم إستشارات نفسية للتلاميذ.
يجب على التلاميذ إجتياز الإمتحانات عند نهاية كل فصل، لكن في السنة الأخيرة عادة ما يتم تقييم التلاميذ بناء على عملهم المستمر وليس اعتمادا على نتائج الإمتحانات، لكن في نهاية العام يوجب عليهم إجتياز إمتحان نهائي لإثبات المستوى، وقد كانت كل ثانوية تتولى تنظيم إمتحان بشكل فردي، لغاية 2003 يتم معرفة أين تم تقديم امتحان وطني.
كذلك يجب على أساتذة التعليم الثانوي الأعلى إكمال أربعة سنوات في الجامعة من بينها سنتين متخصصتين للمادة التي سوف يدرسونها مستقبلا، وعاما واحد على الأقل لتعلم تقنيات ومهارات التدريس والتعامل مع التلاميذ، إضافة إلى ذلك فإن أساتذة التعليم المهني يجب أن يملكوا خبرة على الأقل لعامين من المهنة التي سيدرسونها على وجه الإحتراف قدر الإمكان. تتولى كل مدرسة توظيف الأساتذة بشكل فردي، في حين تتولى الوزارة دفع أجورهم.

## التعليم العالي
المرحلة الأخيرة من التعليم هي التعليم العالي أو هاسكولي. توجد ثماني مؤسسات للتعليم العالي في البلاد وكلها مسييرة من طرف الدولة.
أول جامعة تأسست سنة 1911 وهي جامعة آيسلندا، ولازالت ليومنا هذا الجامعة الرئيسية في البلاد، لكن في السنوات الأخيرة إفتتحت جامعات جديدة تقدم تخصصات مختلفة.
رغم صدور قانون سنة 1997 ينظم مؤسسات التعليم العالي، لكن كل جامعة تتميز بإستقلاليتها وتنظيماتها الخاصة، وتتلقى كل الجامعات، سواء الحكومية أو الخاصة تمويلا من الدولة حسب إتفاقيات بين هذه المؤسسات والحكومة.
رغم تزايد عدد مؤسسات التعليم العالي، لكن عدد كبير من الطلبة (16 من المائة) يفضلون مواصلة دراستهم في الخارج.
تدوم السنة الأكاديمية من أيلول/سبتمبر إلى أيار/مايو وتقسم لفصلين: الخريف والربيع.
يجب على التلاميذ إجتياز إمتحانات لإثبات المستوى قبل الدخول للجامعة، لكن في بعض الأحيان تقبل الجامعات التلاميذ ذوي الخبرة في العمل دون إمتحانات.
التخصصات الجامعية المهنية والتقنية تملك متطلبات أسهل وأكثر مرونة، حيث يكفي أن يكون للتلميذ خبرة عملية في المجال الذي يريد دراسته.
ولكن لكل جامعة الحرية في وضع متطلبات الدخول الخاصة بها، وتدوم التسجيلات القبول للدخول إلى الجامعة من مايو/أيار إلى حزيران/يونيو من كل عام للتلاميذ المقيمين في آيسلندا، أما التلاميذ الأجانب الذين يودون الدراسة في آيسلندا فيجب عليهم تقديم طلباتهم قبل 15 أذار/مارس.
لا تفرض الجامعات الحكومية رسوما دراسية، ويجب على التلاميذ دفع مستحقات التسجيل في الجامعة فقط، في حين أن الجامعات الخاصة تفرض رسوما دراسية.
كل الطلبة لهم الحق في الحصول على دعم مالي من صندوق قروض الطلبة الآيسلندي، ويجب على الطالب إعادة دفع القرض بعد عامين من التخرج.
إضافة للطلبة الآيسلنديين، فإن الطلبة من باقي بلدان الإتحاد الأوروبي لهم الحق في الحصول على قرض شرط أن يكونوا قد عملوا في البلاد على الأقل لمدة عام.
حاليا يوجد عدد محدود من المنح للطلبة الأجانب الذين يودون الدراسة في آيسلندا، وأغلبها إن وجدت موجهة للطلبة الذين يودون دراسة اللغة والثقافة الآيسلندية وتوفرها وزارة التربية والعلوم والثقافة الآيسلندية.
يوفر أيضا دعم مالي للتلاميذ الذين يودون مواصلة دراسات ما بعد التخرج أو القيام بالبحوث العلمية.

## التلاميذ ذوو الإعاقات
قبل قانون 1974 كان التلاميذ الذين يعانون من إعاقات محددة فقط، كالصم أو العمى، يتلقون تعليما، وقد تولت المدارس في المناطق الريفية إستضافة التلاميذ الذين يعانون من إعاقات طفيفة منذ 1907.
لكن القانون تغير فيما بعد وإعتمدت الوزارة شعار '«مدرسة واحدة للجميع»، وتم إنشاء مدرسة خاصة في ريكيافيك للتلاميذ ذوي الإعاقات الذهنية، في حين أن التلاميذ ذوي الإعاقات الحركية يتم دمجهم في أقسام المدارس العادية، وقد طورت جامعة آيسلندا برنامجا خاصا لتدريب الأساتذة حتى يتمكنوا من التعامل مع التلاميذ من هذه الفئة.
سمح قانون 1992 للتلاميذ ذوي الإعاقات بالإلتحاق بالمدارس الثانوية العليا والجامعات وأقر تقديم مساعدات خاصة لهم، لكنهم لم يعفهم من إجتياز إمتحانات إثبات المستوى ومتطلبات الدخول للجامعة، ولهذا السبب فإنه من الصعب للتلاميذ المعاقين مواصلة دراستهم بعد إنهاء مرحلة التعليم الإجباري.

## روابط خارجية
باللغة الإنجليزية
- وزارة التربية والعلوم والثقافة الأيسلندية.
- التعليم في أيسلندا.
- دليل الدراسة في أيسلندا للطلاب الأجانب.